# Ivvaviks nationalpark
Ivvaviks nationalpark är en nationalpark i Yukon, Kanada. Parken inrättades 1984 och det skyddade området omfattar 10 168 kvadratkilometer. 

## Geografi och klimat
Ivvaviks nationalpark ligger norr om Vuntuts nationalpark och är en del av ett större vildmarksområde i norra Yukon som även sträcker sig in i Alaska. Längst i norr finns kust mot Beauforthavet, en stor del av nationalparken utgörs annars av bergstrakter. Mellan bergen och havet finns en mer eller mindre kuperad 30 till 10 kilometer bred kustslätt. I parken finns även många sjöar, vattendrag och dalar. Området har ett arktiskt klimat med långa, kalla vintrar och kort sommar. Medeltemperaturen över dygnet kan på vintern gå ner till minus 29 grader. På sommaren kan den däremot vara upp till plus 14 grader. Kusttrakterna har mer marint klimat än de södra delarna av parken, det vill säga variationerna i temperatur är något mindre och nederbörden något rikligare här än inåt landet. Tundra är den dominerande naturtypen i de flackare områdena.

## Fauna och flora
Ivvaviks nationalpark är ett kalvingsområde för ren. Andra större däggdjur som kan påträffas i parken är exempelvis myskoxe, isbjörn, varg och fjällräv. Amerikanskt snöfår kan förekomma i de södra bergstrakterna och når där den nordliga gränsen för sin utbredning. Under sommaren häckar många fåglar på tundran eller längs kusterna, för att sedan flytta söderut igen då vintrarna är för stränga för att de ska kunna överleva här. De örter som växer här är sådana som är anpassade till arktiskt klimat, där förutom fuktighet, temperatur, ljus- och vindförhållanden även permafrosten är en viktig faktor som påverkar betingelserna på växtplatsen.